# Итальянская почта на острове Сазани

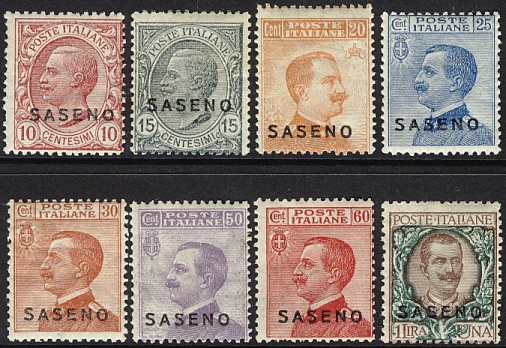
Полная серия из восьми итальянских почтовых марок с надпечаткой для Сазани в 1923 г.

Сасено — итальянское название острова Сазан (определённая форма албанского языка: алб. Sazani; итал. Saseno), который представляет собой небольшой остров, стратегически расположенный между проливом Отранто и входом в бухту Влёры в Албании.

## Предыстория
После окончания Второй Балканской войны в 1913 году Италия и Австро-Венгрия заставили Грецию покинуть южную часть современной Албании. Посчитав, что остров слишком малозначим, чтобы рисковать из-за него войной с Италией, Греция оставила остров, который, в свою очередь, был оккупирован Италией 30 октября 1914 года. Италия назначила на остров военного коменданта. Позднее сложившаяся ситуация была подтверждена 26 апреля 1915 года секретным Лондонским договором.
После Первой мировой войны Албания официально уступила остров Италии 2 сентября 1920 года в рамках Албано-итальянского протокола. Остров оставался в составе Италии с 1920 года до 1947 года, когда был возвращён Албании.

## Итальянские почтовые марки
В течение большей части этого периода в обращении были почтовые марки Италии. Однако в 1923 году на восьми почтовых марках Италии того времени были сделаны надпечатки итал. «SASENO» («Сасено») почтовым отделением острова Сазан для местного использования. Все они являются стандартными марками, на которых изображён портрет итальянского короля Виктора Эммануила III, при этом они деноминированы в итальянской валюте с соотношением 100 чентезими (c.) в одной лире с номиналами 10 ч., 15 ч., 20 ч., 25 ч., 30 ч. 50 ч., 60 ч. и 1 лира. Марки разных номиналов имеют индивидуальные цвета, в основном с использованием оттенков оранжевого, коричневого и синего.
Эти восемь почтовых марок не особенно редки, хотя на конвертах они встречается редко.